# グロリア・エステファン
グロリア・エステファン（Gloria Estefan、出生名：グロリア・マリア・ファハルド・ガルシア、1957年9月1日 - ）は、キューバ生まれのアメリカの歌手。ラテン・ポップの女王として世界的に有名であり、レコードの総売り上げ枚数は1億枚を超えるなど最も売れた音楽家の一人。
「ビルボードの選ぶ歴史上最も偉大なHot 100女性アーティスト」において20位。
ソングライターの殿堂顕彰。
グラミー賞では多くのノミネート実績を持ち、3部門で受賞。ラテン・グラミー賞では4度受賞（7度ノミネート）。ビルボード・ラテンミュージック・アワードでは22回に渡ってノミネート、その内15回受賞。スーパーボウルのハーフタイムショーには3度に渡って出演。ビルボードのラテン・シングル・チャートでは15曲が首位を獲得している。

## 来歴
父親はかつての大統領であったフルヘンシオ・バティスタのボディガードを務めるなど、優秀なキューバ軍人として活躍していたが、革命後の1960年に家族と共にマイアミに移住した。亡命後、父親は米軍に入隊し母親は教師になった。グロリアは私立のカトリック系の高校を経て、奨学金を得てマイアミ大学に入学し、心理学とフランス語を専攻した。彼女は英語、スペイン語、フランス語に堪能であったため、大学在学中にCIAから語学担当スタッフとしてスカウトされたほど優秀な学生であった。
1975年に、のちの夫となるエミリオ・エステファンが率いるバンドのマイアミ・ラテン・ボーイズ (the Miami Latin Boys) に参加し、1978年9月2日にエミリオと結婚、1980年には息子ナジブを出産。
バンドは、マイアミ・サウンド・マシーン (Miami Sound Machine) と改名して1980年代に「ドクター・ビート」「コンガ」など数々のヒットを飛ばした。
1987年には「エニシング・フォー・ユー」が初の全米No.1を獲得。この頃から、グロリア・エステファン&マイアミ・サウンド・マシーンと表記するようになり、1989年にグロリア・エステファン単独名義としては1枚目となるアルバム『カッツ・ボース・ウェイズ』を発表、以後はソロ活動となる。

### 1990年代

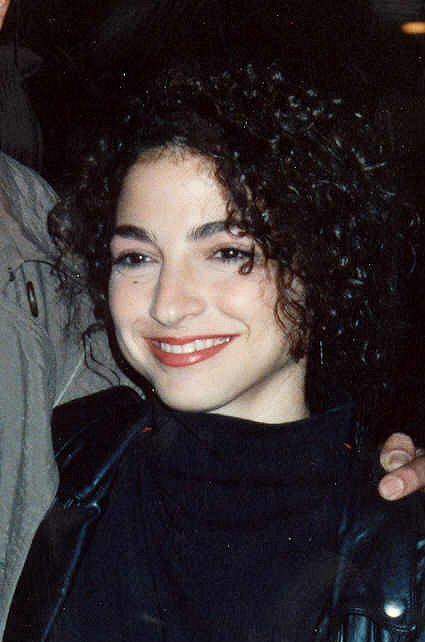
1990年

順調にヒット曲を重ねたグロリアであったが、1990年3月、乗車中のバスにトラックが追突する交通事故に遭遇。脊髄に重傷を負い、医師から歩くことも出来ないかもしれないといわれるが、1年間の壮絶なリハビリの末に復帰した。
1992年、第26回スーパーボウルのハーフタイムショーに出演し「リヴ・フォー・ラヴィング・ユー」と「ゲット・オン・ユア・フィート」を披露した。
1993年にはソロとしては初のスパニッシュ・アルバム『ミ・ティエラ〜遙かなる情熱』を発表、全米やスペインなどではそれぞれ100万枚を超える売り上げを記録。
1994年にはシルヴェスター・スタローン主演映画『スペシャリスト』の主題歌「ターン・ザ・ビート・アラウンド」を歌い、カバー曲のみで構成されたアルバム『ホールド・ミー、スリル・ミー、キス・ミー』を発表。同年12月には娘エミリーを出産。
同年には当年度のミュージケアーズ・パーソン・オブ・ザ・イヤーに選出。
1995年、マイアミ・サウンド・マシーンとして第29回スーパーボウルのハーフタイムショーに2度目の出演。
1996年にアトランタで開催されたアトランタオリンピックの閉会式では公式テーマ曲でもある「リーチ」を大観衆の前で歌った。
1998年、全曲ダンスナンバーでクラブ向けのアルバム『グロリア!』を発表。
1999年には、ウェス・クレイヴン監督の実話を基にした音楽映画『ミュージック・オブ・ハート』に出演。これがグロリアの初出演映画であった。主題歌「ミュージック・オブ・マイ・ハート」もイン・シンクとともに担当。同年にはスティーヴィー・ワンダーとともに再び第33回スーパーボウルのハーフタイムショーに3度目の出演。

### 2000年代以降

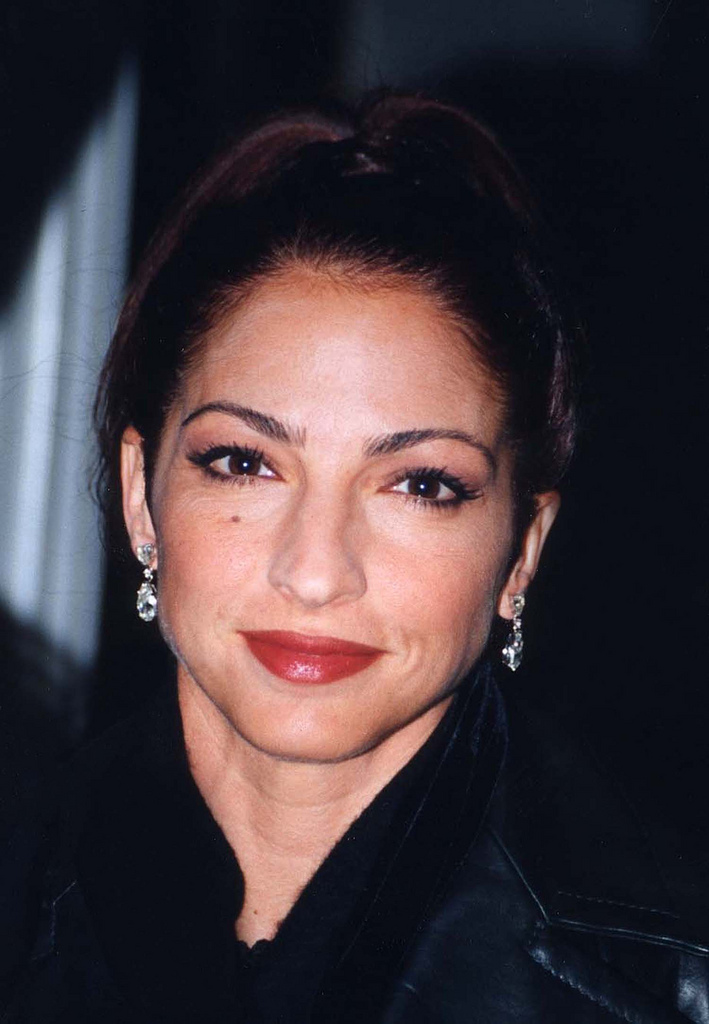
2001年

2008年にはレコーディング芸術科学ラテン・アカデミー・パーソン・オブ・ザ・イヤーを受賞。ラテングラミー賞でもアルバム『90マイル』が自身にとってアルバムでは初の受賞となる最優秀トラディショナル・トロピカル・アルバム賞を受賞。
2011年、『Glee/グリー』のシーズン3にナヤ・リヴェラ演じるサンタナ・ロペスの母役として出演。
2012年、シングル「ホテル・ナシオナル」がビルボードのラテンチャートにおいて女性ソロアーティストとして史上初めて初登場1位を記録する快挙を達成。
2015年、大統領自由勲章を受章。同年にはグロリアとエミリオの半生を基にしたジュークボックス・ミュージカル『オン・ユア・フィート!』がスタート。脚本はアレクサンダー・ディネラリス、演出はジェリー・ミッチェル、振付はセルジオ・トルーヒヨが担当。2015年夏にシカゴでトライアウトを行った後、10月からブロードウェイのマーキス劇場にてプレビューを開始し、11月に開幕した。
2019年にはガーシュウィン賞を夫エミリオと受賞。カップルおよびヒスパニック系ミュージシャンの同賞受賞はグロリア達が初であった。授賞式では現在歌手として活動する娘のエミリーをはじめ、パティ・ラベル、シンディ・ローパーなどがトリビュート・パフォーマンスを披露した。
2022年には娘エミリーや孫と共演したクリスマス・アルバム『エステファン・ファミリー・クリスマス』を発表。
2023年、ヒスパニック系女性として初となるソングライターの殿堂入りを果たす。
2024年、ビルボードのラテン・ウィメン・イン・ミュージック・ガラでレジェンド賞を授与された。

## 人物

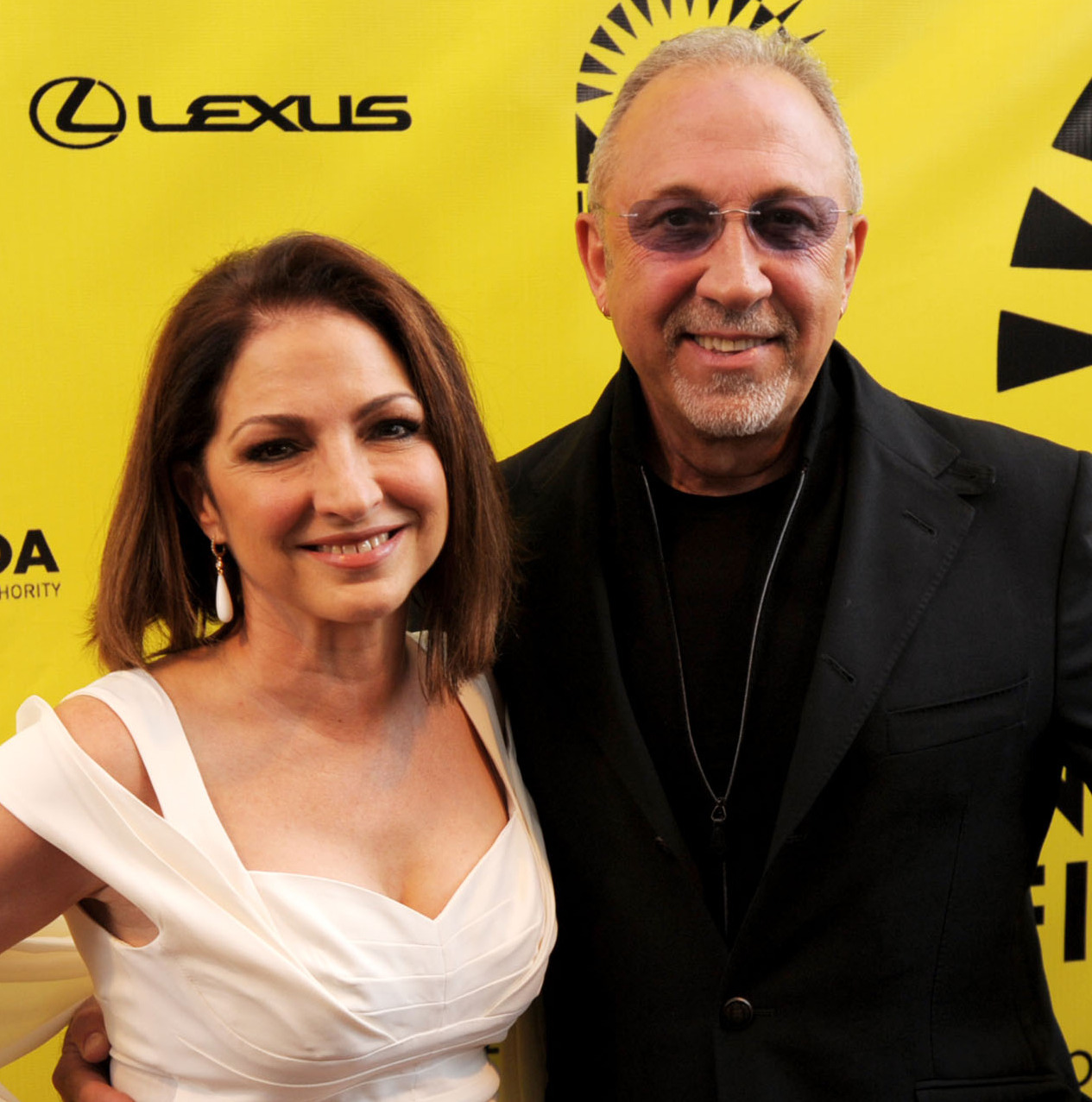
2014年、マイアミ・インターナショナル・フィルム・フェスティバルでのエステファン夫妻

夫婦共に親日家で新婚旅行は熱海温泉。1990年には松田聖子の全米進出アルバム『Seiko』にプロデューサーとソングライターとして参加。
NFLのマイアミ・ドルフィンズの少数株主でもある。
レストランの運営も行っており、現在はオーランドのキシミーでエステファン・キッチンという名前の店を運営している。

## ディスコグラフィ

### スタジオ・アルバム
- 『ドクター・ビート』 - Eyes of Innocence (1984年) ※マイアミ・サウンド・マシーン名義
- 『プリミティヴ・ラヴ』 - Primitive Love (1985年) ※マイアミ・サウンド・マシーン名義
- 『レット・イット・ルース』 - Let It Loose / Anything for You (1987年) ※グロリア・エステファン・アンド・マイアミ・サウンド・マシーン名義
- 『カッツ・ボース・ウェイズ』 - Cuts Both Ways (1989年)
- 『イントゥ・ザ・ライト』 - Into the Light (1991年)
- 『ミ・ティエラ〜遙かなる情熱』 - Mi Tierra (1993年)
- 『クリスマス・スルー・ユア・アイズ』 - Christmas Through Your Eyes (1993年)
- 『ホールド・ミー、スリル・ミー、キス・ミー』 - Hold Me, Thrill Me, Kiss Me (1994年)
- 『アブリエンド・プエルタス〜扉を開けて』 - Abriendo Puertas (1995年)
- 『デスティニー』 - Destiny (1996年)
- 『グロリア』 - Gloria! (1998年)
- 『アルマ・カリベーニャ〜カリビアン・ソウル』 - Alma Caribeña (2000年)
- 『アンラップト』 - Unwrapped (2003年)
- 『90マイル』 - 90 Millas (2007年)
- Miss Little Havana (2011年)
- The Standards (2013年)
- Brazil305 (2020年)
- Estefan Family Christmas (2022年) ※エミリー・エステファン、サシャ・エステファン＝コッポラ
- Raíces (2025年）

### ベスト・アルバム
- 『GREATEST HITS』 - Greatest Hits (1992年)
- 『GREATEST HITS VOL.2』 - Greatest Hits Vol.2 (2001年)
- 『ベリー・ベスト・オブ・グロリア・エステファン』 - The Very Best of Gloria Estefan (2006年)
- 『究極ベスト〜エッセンシャル・グロリア・エステファン』 - The Essential Gloria Estefan (2006年)

### 代表的なシングル
- 「コンガ」 - "Conga" (1985年)
- 「リズムでゲット・ユー」 - "Rhythm Is Gonna Get You" (1987年)
- 「エニシング・フォー・ユー」 - "Anything for You" (1988年)
- 「1-2-3」 - "1-2-3" (1988年)
- 「ドント・ウォナ・ルーズ・ユー」 - "Don't Wanna Lose You" (1989年)
- 「ゲット・オン・ユア・フィート」 - "Get on Your Feet" (1990年)
- 「カミング・アウト・オブ・ザ・ダーク」 - "Coming Out of the Dark" (1991年)
- 「ターン・ザ・ビート・アラウンド」 - "Turn the Beat Around" (1994年)
- 「リーチ」 - "Reach" (1996年)
- 「ユール・ビー・マイン (パーティー・タイム)」 - "You'll Be Mine (Party Time)" (1997年)
- 「オイエ」 - "Oye!" (1998年)
- "Wrapped" (2003年)

## 日本公演

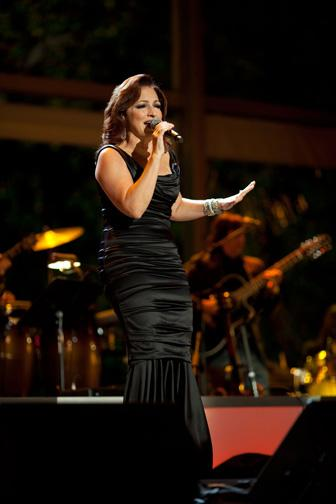
2009年、ホワイトハウスで熱唱するグロリア

- 1987年

6月6日 横浜文化体育館、9日 福岡サンパレス、11日 愛知県勤労会館、12日 大阪厚生年金会館、13日,14日 渋谷公会堂、16日 北海道厚生年金会館
- 1991年（Into The Light World Tourの一環として）
- 1997年（Evolution World Tourの一環として）

4月22日,23日 日本武道館、27日 大阪城ホール